# Psychotria chocoana
Psychotria chocoana är en måreväxtart som beskrevs av Charlotte M. Taylor. Psychotria chocoana ingår i släktet Psychotria och familjen måreväxter. Inga underarter finns listade i Catalogue of Life.